# 官方榜单公司
官方榜单公司（英語：Official Charts Company，簡稱），前称英國官方榜單公司（The Official UK Charts Company）和官方榜單（Official Charts），榜單資訊網路，（Chart Information Network，簡稱），是英國的一個彙編英國各個音樂榜單的組織，由英国唱片业协会和娛樂零售業協會（Entertainment Retailers Association，前稱）共同經營。該組織彙編的榜單有英國單曲排行榜、英國專輯排行榜、英國單曲下載榜、英國專輯下載榜和各種音乐类型及音樂錄影帶分榜單。榜單的數據統計源於公司收集的單曲及專輯銷量數據，公司聲稱統計數據可覆蓋99%的單曲市場和95%的專輯市場。目前，公司出版的所有榜單都於每週五晚上發佈，數據統計自前一週。

## 榜單概要
2008年9月5日，英國官方榜單公司易名為“官方榜单公司”並更換了新的標誌。
2012年5月，公司開始發佈官方流媒體榜單，統計了Spotify、Deezer、Blinkbox Music、Napster等眾多流媒體運營商的播放數據。
2015年4月，公司開始發佈英國第一個黑膠唱片榜單。
2015年，公司將榜單發佈的時間由每週日移動至每週五。該項措施於該年7月15日生效，以配合國際唱片業協會於7月10日舉辦的“新音樂週五—全球發行日”（New Music Friday - Global Release Day）。
2017年起，公司改变了榜單前40名的計算方法，旨在更准确反映流媒體在音樂產業占比上升。在2017年1月之前，100次流媒體播放次數等同於1張單曲銷量。从1月份开始，比例变成了150:1。